# Conchylia irene
Conchylia irene är en fjärilsart som beskrevs av Louis Beethoven Prout 1915. Conchylia irene ingår i släktet Conchylia och familjen mätare. Inga underarter finns listade i Catalogue of Life.